# 현풍향교 대성전
현풍향교 대성전(玄風鄕校 大成殿)은 대한민국 대구광역시 달성군 현풍읍 상리에 있는 조선시대의 건축물이다. 1995년 5월 12일 대구광역시의 문화재자료 제27호로 지정되었다.

## 개요
향교는 공자와 여러 성현께 제사를 지내고 지방민의 교육과 교화를 위해 나라에서 세운 교육기관이다.
현풍향교를 처음 지은 연대는 알 수 없으나, 임진왜란 때 불타 없어진 것을 옛 교동에 다시 지었고 영조(재위 1724∼1776) 때 지금 있는 자리로 옮겨 지었다. 대성전은 영조　26년（1750）경에 지은 것으로 보인다.
현재 남아 있는 건물로는 대성전, 동무·서무, 명륜당, 동재, 서재 등이다. 대성전은 공자를 비롯하여 중국과 우리나라 유학자의 위패를 모시고 제사지내는 곳이다．앞면 3칸·옆면 3칸 규모로，지붕은 옆면에서 볼 때 사람 인(人)자 모양인 맞배지붕이다. 지붕 처마를 받치기 위해 장식하여 만든 공포는 기둥 위에만 있는 주심포 양식으로 꾸몄다.
조선시대에는 나라에서 토지와 노비·책 등을 지원받아 학생을 가르쳤으나, 지금은 교육 기능은 없어지고 제사 기능만 남아 있다.

## 참고 자료
- 현풍향교 대성전 - 국가유산청 국가유산포털